# 王朝曦
王朝曦，香港電影剪接師。曾效力上海新華影業，來到香港後加盟永華影業、電懋等電影公司。1959年第六屆亞洲影展，王朝曦以電懋《玉女私情》獲「最佳剪接」。1965年第3屆金馬獎以《深宮怨》獲「最佳剪接」。1970年獲國泰電影公司派往日本深造電影特效。1975年3月27日，王朝曦在香港伊利沙伯醫院病逝。王朝曦妻子是演員余婉菲。